# 전혜성 (가수)
전혜성(1997년 3월 29일 ~)은 대한민국의 가수다. 2015년 노래 '할말을 잃어서'로 데뷔했다.

## 학력
- 동덕여자대학교 실용음악과 보컬

## 방송
- 보이스 키즈 (2013) - Top27

## 음반
- 돌아온 황금복 OST Part.2 (2015)
- 널 만질거야 OST Part.4 (2016)
- 널 만질거야 OST (2016)
- 노래할거야 (2017)
- 나의그대 나의사랑 (2021)

## 공연
- KC대학교 콘서트 (2015)